# Martti Tolpo
Martti Tolpo (né en 1749 – mort en 1806) est un constructeur d'églises finlandais.

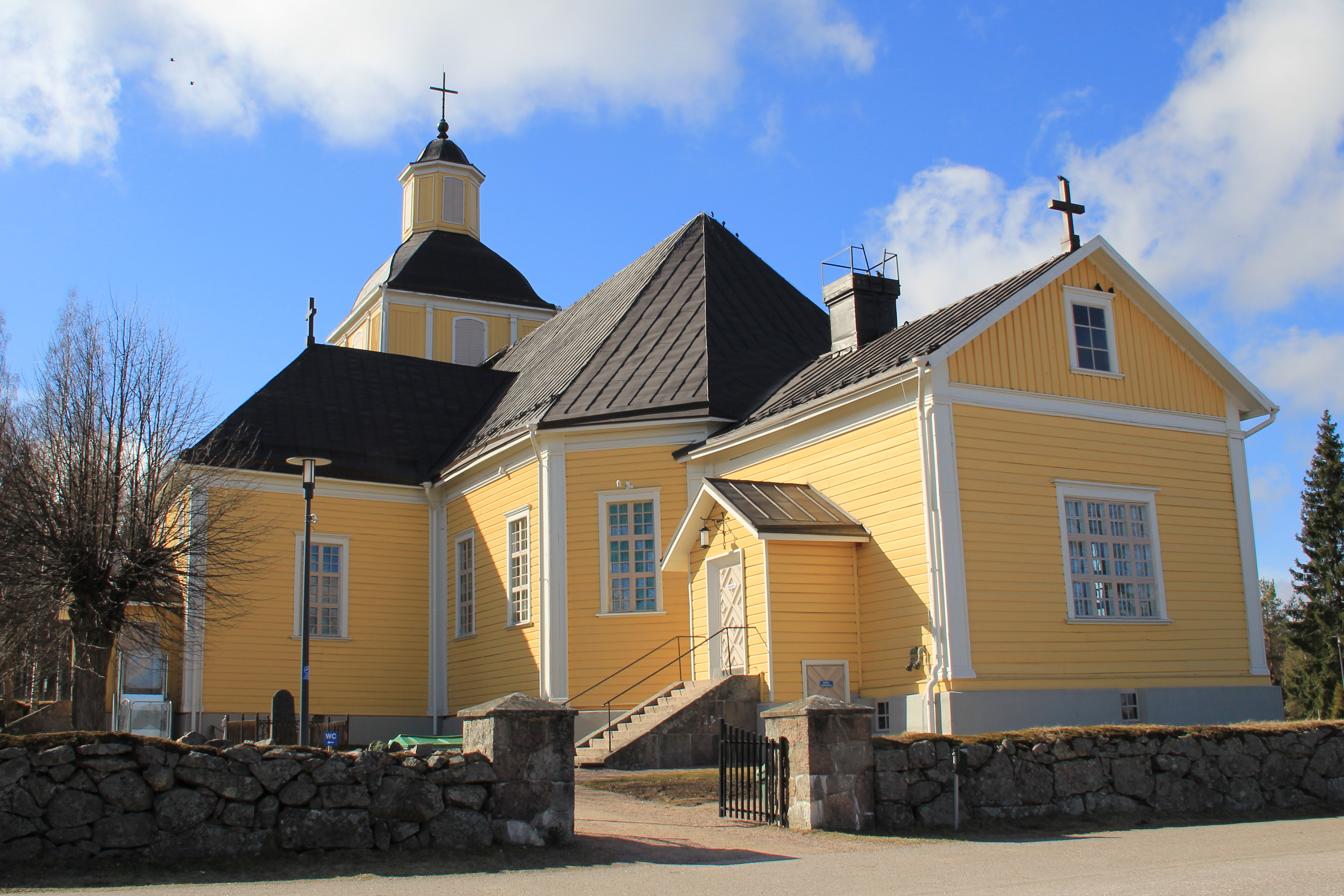
Église d'Hausjärvi.

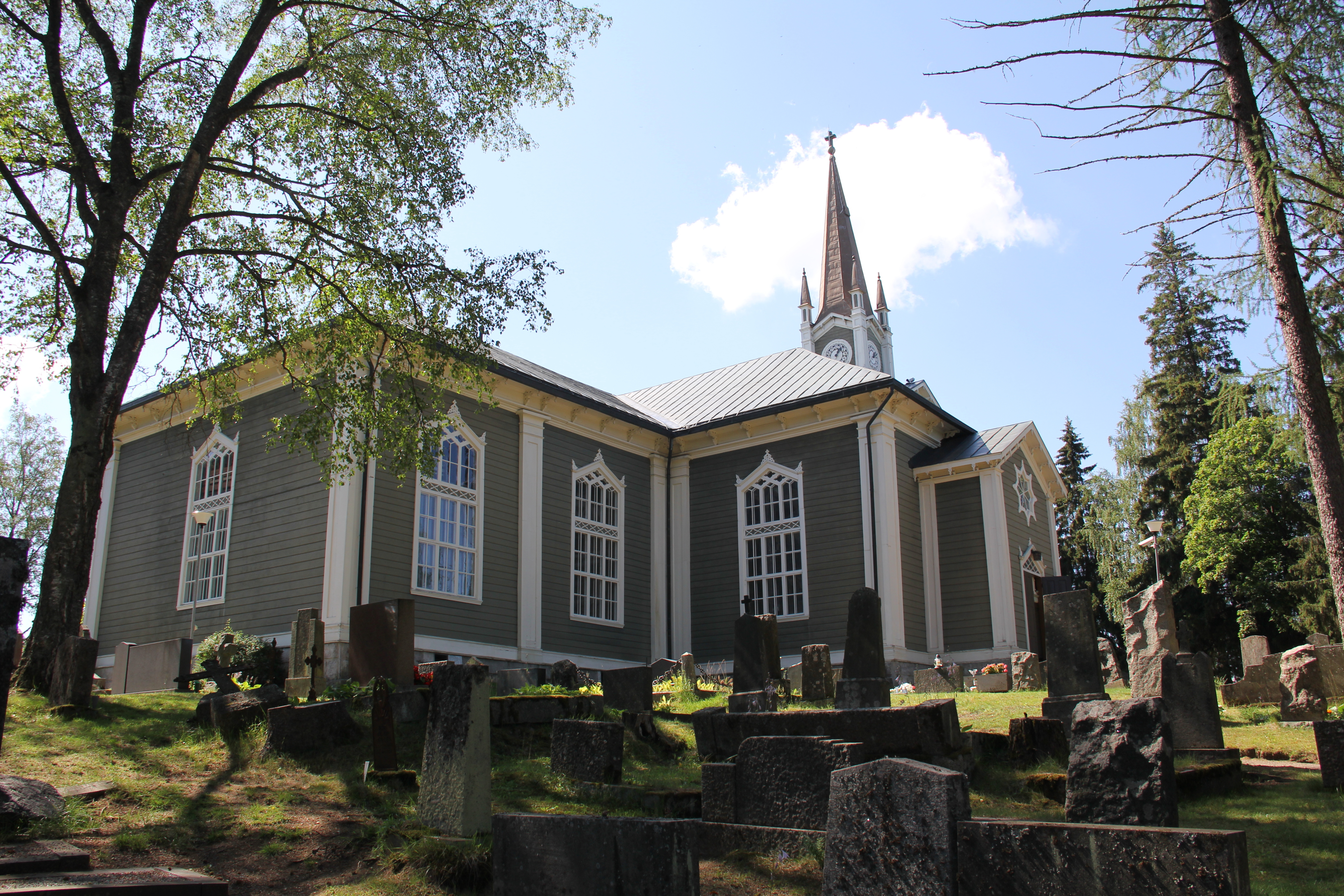
Église d'Urjala.

## Biographie
Son fils Axel Magnus Tolpo (fi) et son petit fils Theodor Johannes Tolpo (fi) sont aussi des bâtisseurs d'églises.

## Ouvrages principaux
- Église de Loppi (fi)[1],
- Église d'Hausjärvi
- Église d'Urjala,
- Église de Janakkala (clocher)
- Église de Karkkila (fi) (clocher)

## Rénovations
- Église de Renko,
- Église de Kirkkonummi[2].